# 核心危機 -最終幻想VII-
《核心危机 -最终幻想VII-》是史克威尔开发并发行於PlayStation Portable平台上的动作角色扮演游戏。游戏于2007年首发，是1997年PS版《最终幻想VII》的前传，亦是相关系列“最终幻想VII补完计划”的作品之一。
游戏主要讲述札克斯·菲尔的故事，他是神羅公司旗下准军事部队的年轻神罗战士，受命寻找失踪的1st神罗战士杰尼希斯·拉普索道斯。在寻找杰尼希斯的過程中，札克斯发现了杰尼希斯的出身——G计划，以及他同另两名高级神罗战士萨菲罗斯和安吉尔·修雷的关系。游戏故事从巨型公司神罗与五臺的战争起，經尼福尔海姆事件，最後於《最终幻想VII》开始之前的時間點結束。
游戏制作由田畑端指挥，野村哲也设计角色。在开发前，最初计划為手机游戏《危机之前 -最终幻想VII-》的PlayStation Portable移植版，但在讨论后轉為决定制作一款新游戏。剧情依照了编剧野岛一成在创作《最终幻想VII》时的构思。《核心危机》在全球售出319万套。
2022年6月17日，在《最终幻想VII》25周年直播发布会上，本游戏将于现在的游戏平台上发行复刻版本，名为《核心危机 -最终幻想VII- Reunion》。复刻版本的画质大幅提升到高清标准，包括打造全新立体模型应用在所有游戏里的元素，以及全新改编的游戏原声带和全程对白配音呈现，于2022年12月13日发行。

## 玩法
《核心危机》是一款动作角色扮演游戏，玩家将操作角色札克斯·菲尔。玩家控制札克斯在开放区域间移动、和非玩家角色对话、与环境互动，并和怪物交战。在存档点，玩家可从选择执行一个解锁支线任务，之后札克斯就会被送到特殊区域完成任务，任务通常会要求击败一只或数只怪物，若玩家成功完成任务就会获得有用的道具奖励，往往另一新任务也随之解锁。无论玩家支线任务完成成功与否，一当任务结束，札克斯就会回到主线游戏的存档点处。
《核心危机》使用实时战斗系统，玩家可以移动札克斯四处跑动、直接攻击、发动特殊能力或魔法、使用道具、抵挡或闪避攻击。札克斯战斗中的能力由此时装备的魔晶石决定。玩家至多能同时装备6个魔晶石，它们可以发动特殊攻击、发动魔法、提升生命值等能力值，或是显示当前战斗中敌人的能力值。魔晶石还能通过合成提升力量；比如将攻击魔晶石和元素魔法魔晶石合成，就可获得能同时造成魔法和物理伤害的新攻击技能魔晶石。游戏中收集的特殊道具也能在魔晶石合成中进一步提升魔晶石力量。
《核心危机》使用“虛擬情緒波动”（DMW）系统来影响战斗，该系统类似角子机，为两组三轮盘；一组为游戏中和札克斯关系密切角色的头像，另一组为1到7的数字。在战斗开始时，屏幕左上角会出现DMW轮盘，当札克斯“战士点数”不少于10时，转盘就会自动随机转动，战士点数可通过击败敌人获得。头像转盘依次按左、右、中的顺序停止，当头像轮盘转毕后，数字转盘就会停止。若DMW轮盘左右转轮的头像相同，屏幕就会切换为大转轮；此时若DMW停止时三张图片相同，札克斯就会发动此角色的极限技，包括大幅伤害敌人，或是大幅自我治愈。在大转轮下，如果出现两个或以上相同数字，对应装备栏位魔晶石的力量就会强化；如果转出数字为“777”，札克斯就会升级，生命值、战士点数和能力值都会随之提升。小转轮转出的数字则会短暂提供附加效果，如无敌或无消耗发动技能与能力。Limit等级影响头像匹配的几率。在获得特殊游戏道具后，DMW图片就可能随机变化为召唤兽，其破坏力更强且能提升DWM匹配的成功率。
在游戏完成后，玩家将可以选择二周目选项。北美和欧洲版《核心危机》还加入了困难模式，该模式敌人的力量和生命值都会提升。

## 剧情

### 角色
《核心危机》开始于《最终幻想VII》事件的七年前，《最终幻想VII》及其他相关作品中的许多角色都有登场。然而，游戏的主要角色是神罗战士和他们的特工精英组织塔克斯。
游戏的主人公是年轻而友善的神罗战士札克斯·菲尔。他的导师兼朋友安吉尔·修雷是1st神罗战士，安吉尔和同僚神罗战士萨菲罗斯与杰尼希斯是好友，后者最终变成游戏主要敌人。神罗战士由主任拉薩德负责操作，拉薩德是神罗总裁的私生子。札克斯还和塔克斯关系友好，其中特别是其首领曾，以及成員希絲妮。在游戏进程中，札克斯在米德加贫民区一间破损教堂遇到照看花的女子爱丽丝·盖恩斯巴勒，二人关系逐渐亲近。他还和神罗士兵克劳德成为好友。

### 故事
神罗战士札克斯·菲尔和安吉尔·修雷被派到五臺支援神罗战斗力。然而在战斗中，安吉尔失踪了，札克斯受命寻找他和早已失踪的神罗战士杰尼希斯。和曾共同行動的札克斯发现杰尼希斯和安吉尔背叛了神罗，接着因此，札克斯和萨菲罗斯被派去杀掉他们。在怨恨神罗的科学家霍兰德博士的帮助下 ，杰尼希斯创造了他的克隆人军队来攻击神罗总部。在击败这股力量后，札克斯和萨菲罗斯追查到了霍兰德的秘密实验室，并得知杰尼希斯和安吉尔都是霍兰德G计划——一个尝试通过植入杰诺娃细胞製造神罗战士的计划——的產物。在萨菲罗斯面对杰尼希斯時，札克斯去抓捕霍兰德。然而安吉尔为寻找恢復正常的方法，决定保护霍兰德的性命，他将札克斯打落到米德加贫民窟，阻止了博士被杀。
札克斯醒来后发现艾莉丝在照料他。他们共同度过一段时间后，札克斯回到遭受杰尼希斯攻击的神罗战士总部。在路上，札克斯和安吉尔合作，安吉尔开始對他和杰尼希斯的行动產生怀疑。在安吉尔、札克斯和萨菲罗斯保护总部时，安吉尔遭遇了杰尼希斯，但两人都消失了。札克斯随后被派调查发现杰尼希斯踪迹的莫迪歐海姆，行动的路上札克斯和神罗士兵克劳德结识并成为朋友。在莫迪歐海姆，札克斯遇见并击败了杰尼希斯，他跳入很深的反应炉中，似乎是自杀了。札克斯继续深入莫迪歐海姆并发现安吉尔和霍兰德。安吉尔召唤了他自己的克隆体并与之融合，变成了一只怪物，并强迫札克斯杀掉他。安吉尔在临终时，将他的毁灭剑交给札克斯，命令札克斯要守護自己的荣誉。
在札克斯继续追捕霍兰德的同时，出现了杰尼希斯未死且继续制造克隆体的迹象，一些克隆体出现在米德加，札克斯为了保护艾莉丝不得不返回。他留给爱丽丝一个看起來要保护她的安吉尔克隆体，然後与萨菲罗斯和克劳德前去调查尼福尔海姆附近的魔晄炉。在检查魔晄炉时，萨菲罗斯从杰尼希斯处得知，他是一个在出生前被植入杰诺娃细胞的实验品。杰尼希斯解释称，他的身体开始劣化，并需要萨菲罗斯的细胞来存活，但萨菲罗斯拒绝了。萨菲罗斯对自己刚被揭露的过去产生困扰，将自己鎖在尼福尔海姆公馆中查阅资料，一周后他放火烧了尼福尔海姆，并去魔晄炉带走杰诺娃的身体。在札克斯阻拦失败后，克劳德将他扔到魔晄炉下方的生命之流，但自己也身受重傷。札克斯醒来后发现神罗掩盖了尼福尔海姆事件，他和克劳德則变成宝条博士的试验品，被植入杰诺娃细胞并浸泡在魔晄中。能逃跑的札克斯带着精神恍惚的克劳德一起逃走。他们立刻成为神罗的高优先目标。在逃跑的路上札克斯得知，杰尼希斯和霍兰德依旧试图稳定杰尼希斯的退化，因为克劳德是唯一带有萨菲罗斯基因的人，所以他们现计划使用克劳德的细胞。
霍兰德试图抓住克劳德，但被札克斯杀死。札克斯之后发现了主任拉薩德，他现在变成了安吉尔克隆体并開始反对神罗。拉薩德指导札克斯来到残存的巴诺拉寻找杰尼希斯。札克斯打败了杰尼希斯，但返回时他发现神罗找到了他们的地点，并杀了拉薩德。守护爱丽丝的安吉尔克隆体趕到這裡但也被杀死。札克斯发现他带来了爱丽丝的信，并得知他和克劳德被宝条当作实验体达4年。札克斯和克劳德继续朝着米德加方向逃跑，同時杰尼希斯的身体被两名士兵带走。
神罗继续追踪札克斯和克劳德，并在米德加外布兵抓捕他们。札克斯将神志不清的克劳德藏起来，独自和神罗部队大量军队战斗但终受重伤。在神罗离开后，克劳德艰难的爬到札克斯身体前，临死的札克斯将毁灭剑交给克劳德，并将对他说了安吉尔曾说的话。克劳德之后走到米德加。结尾再現了《最终幻想VII》的开场场景，而克劳德的记忆混乱，将自己称为原神罗战士。

## 开发
《核心危機》的構思源自田畑端被选为一款待出品PlayStation Portable作品的总监时。在同野村哲也和北濑佳范讨论后，田畑决定游戏应该是另一款最终幻想VII补完计划作品，他认为给畅销系列制作游戏的压力能同时激发职员和他本人的积极性。他们最初设想的是制作一款PlayStation Portable移植版《危机之前 -最终幻想VII-》，因为它已经為移动电话再发行，而且工作人員想要拓展游戏。然而在决定札克斯担当新游戏的主人公后，便放棄了《危机之前》移植的想法。
北瀨想確保遊戲超出愛好者的期望，因此他決定不將遊戲製作為《最終幻想VII》的「致敬物」，而和其他作品都是最終幻想VII補完計畫的重要一環。類似的，对于制作贯穿的更改“《最终幻想VII》标志人物的爱好者认识”，田畑称他和工作人员都非常谨慎。比如《最终幻想VII》主要背景事件之一的尼福尔海姆毁灭在OVA《最终命令 -最终幻想VII-》中做了一定变动，因爱好者对此变动反应消极，游戏职员决定《核心危机》中不做大的改变。然而他们在涉及这些角色“年轻时候”时，还是动了大手术，因此他们得以在不大幅改变角色的情况下加入新元素。
选札克斯担任主人公的主因之一是他的命运已经预先决定了。北濑称札克斯的故事“已经筹划10年了”，虽然他在《最终幻想VII》中只是次要角色，但野村已经制作了概念图，野岛一成也编写了故事。游戏最初打算用更多场景描绘札克斯和克劳德在逃往米德加的路上，以便详述他们的友情和未完成的计划，但是这些场景因UMD的限制而移除，因此工作人员更加注重于札克斯身为一名强大战士的背景。在制作人今泉英树和杰尼希斯日版配音演员Gackt讨论后，增补了杰尼希斯的性格，今泉对角色在《地狱犬的挽歌 -最终幻想VII-》秘密结局中的简短登场印象深刻，并认为扩展角色的余地非常大。萨菲罗斯角色特别被编写的让他展示“更有人性的一面”。游戏标识代表各个主角：蓝天象征札克斯，白羽毛象征安吉尔，水象征爱丽丝。
最初设想的《核心危机》是动作游戏，但因几乎所有工作职员都较有设计角色扮演游戏的经验，他们最终决定改变，制作和标准角色扮演游戏更相似的战斗系统。但他们为战斗加入了更多动作导向的元素，使游戏较传统RPG更多趋向动作角色扮演游戏。魔晶石系统的设计使玩家可以选择“朝角色扮演游戏方向强化”和“朝动作方向强化”，并帮助游戏的平衡性。此外，数码情感波动系统为游戏系统加入运气元素，同时冲淡了战斗重复的感觉。野村和北濑想将此加入游戏，因为他们酷爱弹珠机。
游戏消息最早在的2004年10月公布。其首个预告片于2005年E3上展示，其中包括了一段《最终命令》剪辑。在《Fami通》采访中，野村称游戏可玩演示会在2006年底完成，然而他没有提到演示是否会向PlayStation Portable持有者公开。2005年5月，野村宣布，他已经设计了游戏的概念图，而游戏性设定会很“有趣”且“前所未见”。2007年5月，野村和田畑透漏游戏已经完成90%，而将故事模式和全部支线任务完成约需玩100小时。Jump Festa '06上展示了一个可玩演示。

## 音频
游戏原声于2007年10月10日发行，两碟收录55首歌曲。音乐由石元丈晴谱曲，个别曲目由外山和彦配器。原声还收录《最终幻想VII》（植松伸夫谱曲）和《最终命令 -最终幻想VII-》的重混乐曲。游戏片尾曲《Why》由絢香演唱。史克威尔艾尼克斯在2007年5月游戏加入《Why》的消息，絢香表示她对《核心危机》的故事非常着迷，并称她“想让《Why》与札克斯的命运一起进入许多人的心中”。单曲《Why》于2007年9月5日在日本发行。

## 发行
2007年9月13日，史克威尔艾尼克斯发行了特别同捆版的《核心危机》；其中含有特别银色PlayStation Portable Slim & Lite，其背面和一侧印有《最终幻想VII》十周年纪念标志。如同史克威尔的许多限量版《最终幻想VII》，同捆版限量77,777套。
2007年12月17日，官方宣布称《核心危机》将于2008年3月25日在北美发行。若从GameStop等指定零售商处预定，购买者依据供应商供应时间，可能获得一个神罗UMD盒；如果从百思买预定，则或可获得金属箔包装的《核心危机》。欧洲有普通版和限量版两个版本发行，后者只可在线购买，之后又只可预订。限量版含有特别书套包装，以及题为《核心危机 -最终幻想VII- 画集》的促销CG插图书。在澳大利亚和欧洲，游戏和印有《核心危机》的限量版PlayStation Portable的同捆版于6月20日发行。如同公司其他一些游戏，史克威尔艾尼克斯2007年10月18日在日本发行了Ultimania攻略本。
在《核心危机》发行后，北濑对剧情画面品質表示惊讶，他认为作品几乎到了PlayStation 2游戏的地步。他还喜欢游戏的结尾，对札克斯故事如何变得感人而惊讶。

## 评价
《核心危机》日本发售首日售出35万份，其中包括77,777套限量版PSP/《核心危机》同捆包。史克威尔艾尼克斯在2007年11月宣布，核心危机是他们5月到9月间全球范围最畅销的游戏，其中日本售出71万。2008年3月，《核心危机》在美国首月售出30.16万套，以仅次于《战神：奥林匹斯之链》34.05万的销量成为三月第二畅销PlayStation Portable游戏，并成为全平台第6畅销游戏。史克威尔艾尼克斯宣布，到2009年3月31日时《核心危机》全球售出310万套，其中日本83万。游戏在史克威尔艾尼克斯2009财年售出84万，其中欧洲55万。作为对游戏销量的回应，史克威尔艾尼克斯授予《核心危机》他们当年最佳PSP游戏称号，称其为“不可思议的成功”。史克威尔英国销售总监道格·博恩称其为“2008年必备PSP游戏”。
《核心危机》普遍获得积极评价。游戏在GameRankings的评论综合得分为82%，而在Metacritic的得分为83。日本游戏杂志《Fami通》上的游戏总分为35/40，四个独立评分为9/9/8/9。GameSpot授予游戏“编辑推荐”称号，称赞其故事、战斗系统及其呈现，并称“《核心危机》是一次激动且令人沉痛的旅行，所有角色扮演游戏爱好者都应该展开这旅程”。IGN的莱安·克莱门茨因游戏聚焦于札克斯的成长及他同战士们的友情，而称赞游戏有别于其他角色扮演游戏。他称“《核心危机》是一款很棒的游戏，除了各处的一些小问题，它不会令人失望”。游戏还进入PlayStation Portable平台推荐游戏的“编辑精选”栏。GameSpy也给游戏好评，称其“胜任致敬部分，并将传统设计的精华和全新的技术独到结合，协调汇集了将一些旧物和一些新品”。GameSpy也称一些玩家可能不喜欢札克斯，“你将对角色不跟着你的冒险成长而相当厌倦”。
VideoGamer.com给了游戏9分的总评，认为其战斗系统“使人上瘾”，并提出CGI场景动画和《最终幻想VII -降临之子-》的质量相似。《GamePro》也给游戏相似的积极评价，称其为“视效最好的PSP作品”，并称赞其同补完计划的元素结成一体，并同时创造了新方面。GamesRadar的AJ·格拉瑟称有了DMW系统，游戏将会简单，让“半熟玩家”也尝试以困难模式玩游戏。格拉瑟还认为游戏足够讨人喜爱，甚至让不喜欢最终幻想VII系列的玩家也开始喜欢它。《Play》的塞缪尔·罗伯茨称游戏为2008年最佳游戏。
许多评论还提到了游戏和《最终幻想VII》的关系。1UP.com称其为史上最佳前传之一，提出游戏“更好的将玩家放入《FFVII》的世界，甚至超越了原作所为”。而GameTrailers称《核心危机》“并非省事与复制资源”，他们认为游戏和《地狱犬的挽歌》不同，更能吸引玩家。《电脑与电子游戏》称虽然游戏主线情节只有12小时，但支线任务帮游戏加长了时间。他们还称赞战斗系统“永不无聊”，同时《最终幻想VII》漫长游荡和过长中心的缺点在本作不是问题。
然而游戏获得一些负面评价。虽然Eurogamer称其为最佳《最终幻想VII》衍生作品，但也批评称“对于其针对的26、28、30岁者，游戏除了完美的伤感外，鲜有演出其它内容”。虽然PALGN将DWM系统称为“简便的工具”，但同时认为这是游戏的最大弱点。X-Play给游戏打出2/5，对无法跳过的过场、欠佳的对话、反复的游戏性以及薄弱的剧情表示不满。在愚人节他们对其原始评论的回应称，他们“决定再看一遍游戏，并重新为其评论，这次给予游戏完全公正的观点”，他们讽刺的给原版配音并打出了不可能高的6/5。
《核心危机》获得多家媒体的数项奖项。游戏获得GameSpot“2008年最佳”将的“最佳情节”“最佳RPG”和“最佳PSP游戏”提名，并赢得“最佳PSP游戏”奖。游戏还列入IGN史上最佳PSP游戏第十名。在IGN“2008年十大PSP剧情”中有4篇关于本游戏的文章，其中位于首位的是游戏评论文章。在IGN 2008年最佳游戏中，《核心危机》获得“最佳RPG”和“最佳PSP情节”将。游戏获得Videogamer.com“2008年最佳游戏”第15位及“2008年十大PlayStation独占游戏”第4位。《GamePro》将游戏列为五款PSP玩家应玩游戏之一，2009年31款最佳PSP游戏之一，以及最佳电子游戏前传第7名。游戏还在《电击》史上最令人流泪游戏票选中获得第3名。游戏在2011年获得《Fami通》同主题读者投票的第2位。